# Mihaljevići (Pleternica)
Mihaljevići su naselje u Republici Hrvatskoj u Požeško-slavonskoj županiji, u sastavu grada Pleternice.

## Zemljopis
Mihaljevići su smješteni oko 11 km jugoistočno od Pleternice,  susjedna naselja su Vrčin Dol na sjeveru, Brđani na jugu i Brčino na istoku.

## Stanovništvo
Prema popisu stanovništva iz 2011. godine Mihaljevići su imali 2 stanovnika. 
| broj stanovnika | 25    | 30    | 26    | 28    | 26    | 55    | 54    | 61    | 70    | 62    | 55    | 31    | 8     | 5     | 3     | 2     |       |
|                 | 1857. | 1869. | 1880. | 1890. | 1900. | 1910. | 1921. | 1931. | 1948. | 1953. | 1961. | 1971. | 1981. | 1991. | 2001. | 2011. | 2021. |